# Чебаковский сельсовет (Курганская область)
Чебаковский сельсовет — упразднённые административно-территориальная единица и муниципальное образование со статусом сельского поселения в составе Макушинского района Курганской области России в связи с преобразованием района в Макушинский муниципальный округ.  
Административный центр — село Чебаки.

## История
В соответствии с Законом Курганской области от 6 июля 2004 года № 419 сельсовет наделён статусом сельского поселения.
Законом Курганской области от 27 июня 2018 года N 65, в состав Чебаковского сельсовета были включены все населённые пункты упразднённых Басковского, Мартинского и Слевинского сельсоветов.

## Население
| 1989 | 2002 | 2010 | 2012 | 2013 | 2014 | 2015 |
| ---- | ---- | ---- | ---- | ---- | ---- | ---- |
| 1026 | ↘611 | ↘397 | ↘385 | ↘374 | ↘366 | ↘342 |
| 2016 | 2017 | 2018 | 2019 | 2020 |      |      |
| ↘337 | ↘330 | ↘315 | ↗859 | ↘822 |      |      |

## Состав сельского поселения
| № | Населённый пункт | Тип населённого пункта       | Население |
| - | ---------------- | ---------------------------- | --------- |
| 1 | Братанники       | деревня                      | ↘93       |
| 2 | Чебаки           | село, административный центр | ↘304      |
| 3 | Басковское       | село                         | ↘179      |
| 4 | Мартино          | село                         | ↘216      |
| 5 | Слевное          | село                         | ↘182      |